# Сидиков, Мамадали
Мамадали Сидиков (род. 1933 год) — буровой мастер Ферганского управления буровых работ объединения «Узбекнефть» Министерства нефтяной промышленности СССР. Герой Социалистического Труда (1971).
С 1952 года — помощник бурильщика, бурильщик, старший буровой мастером Кокандской, Наманганской конторы разведочного бурения. С 1970 года — старший буровой мастер Андижанской конторы бурения, буровой мастер Ферганского управления буровых работ объединения «Узбекнефть».
Досрочно выполнил личные социалистические обязательства и плановые производственные задания Восьмой пятилетки (1966—1970). 30 марта 1971 года Указом Президиума Верховного Совета СССР удостоен звания Героя Социалистического Труда «за выдающиеся заслуги в выполнении заданий пятилетнего плана по добыче нефти и достижение высоких технико-экономических показателей в работе» с вручением ордена Ленина и золотой медали Серп и Молот.
С 1973 по 1977 года — буровой мастер, бурильщик Кокандского управления буровых работ «Узбекнефть».